# Островня (Псковская область)
Островня — деревня в Гдовском районе Псковской области России. Входит в состав городского поселения «Гдов» Гдовского района.
Расположена в 17 км к северо-востоку от Гдова, на левом берегу реки Плюсса.

## Население
Численность населения деревни по оценке на 2000 год составляет 3 человека, по переписи 2002 года — 0 человек.

## История
До 2005 года деревня входила в состав ныне упразднённой Гдовской волости.